# متروی مونرئال
متروی مونرئال بخش اصلی حمل و نقل عمومی زیرزمینی در شهر مونترال، ایالت کبک در کانادا می‌باشد. این مترو توسط شرکت حمل و نقل مونرئال (به فرانسوی: Société de transport de Montréal) اداره می‌شود و در ۱۴ام اکتبر سال ۱۹۶۶ میلادی در زمان شهرداری ژان دراپو افتتاح شده‌است. این مترو دارای ۴ خط و ۶۸ ایستگاه می‌باشد و طول آن معادل ۷۱ کیلومتر است.
متروی مونرئال در حال حاضر طولانی‌ترین و شلوغ‌ترین خط مترو در کانادا است. مطابق با آمار فصل چهارم سال ۲۰۱۸ میلادی در روز حدود ۱،۳۶۷،۲۰۰ نفر در متوسط هفته از این مترو استفاده می‌کنند. مطابق با آمار شرکت اس‌تی‌ام در سال ۲۰۱۰ حدوداً ۷ میلیارد نفر از این مترو استفاده کرده‌اند که تقریباً نزدیک به جمعیت جهان است.

## ثبت ملی
در چهاردهم ژوئن ۲۰۱۹، متروی مونرئال از طرف انجمن مهندسی راه و ساختمان کانادا به عنوان یک بنای تاریخی، ثبت ملی شد.

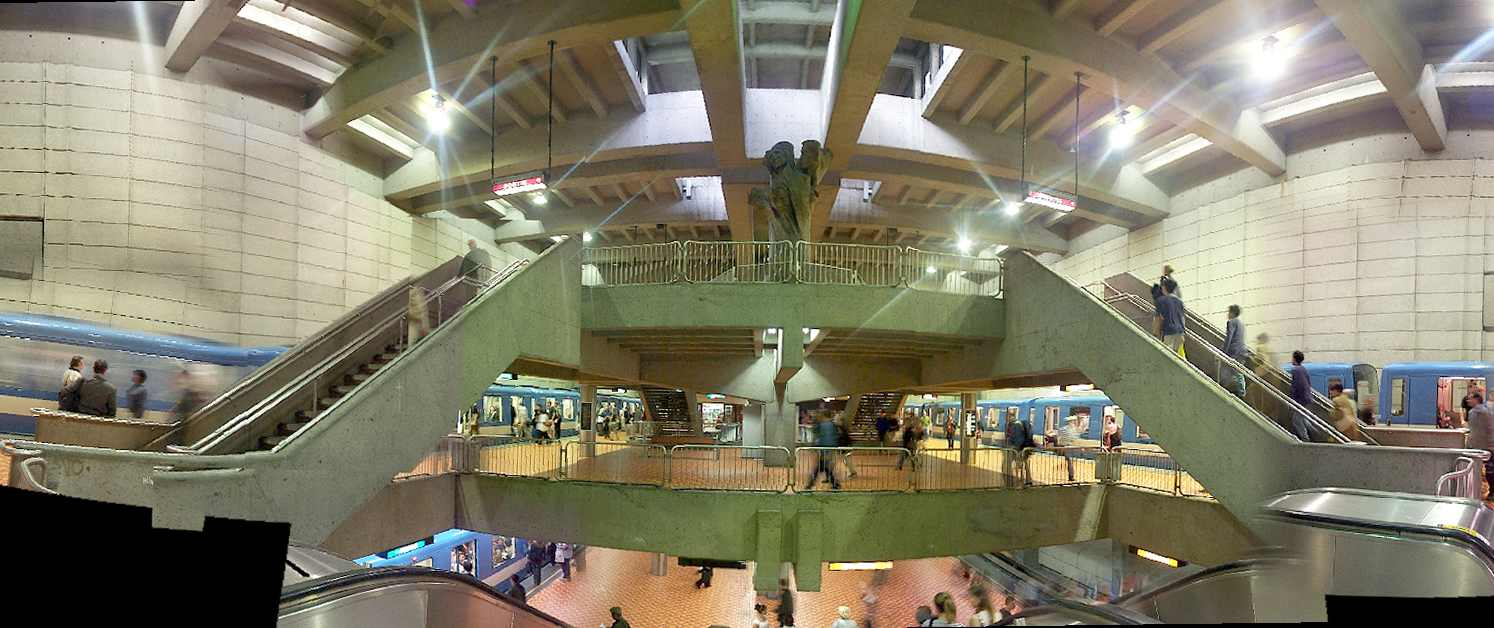
نمایی از ایستگاه لیونل گرو

## نگارخانه

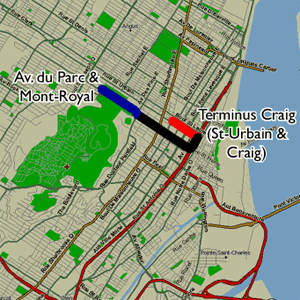
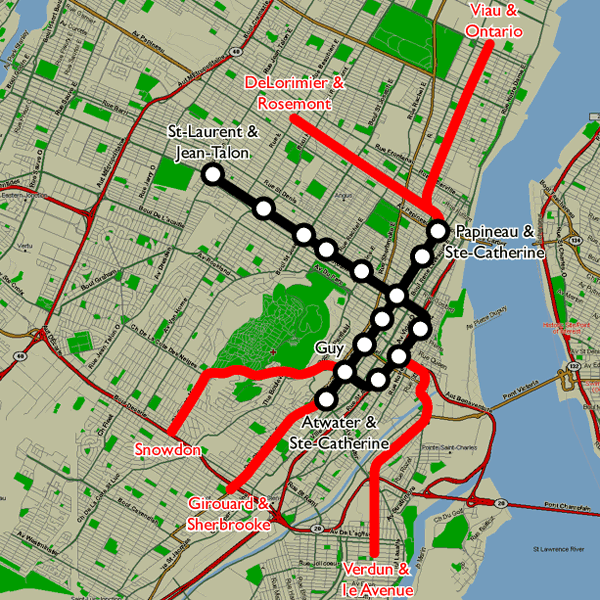
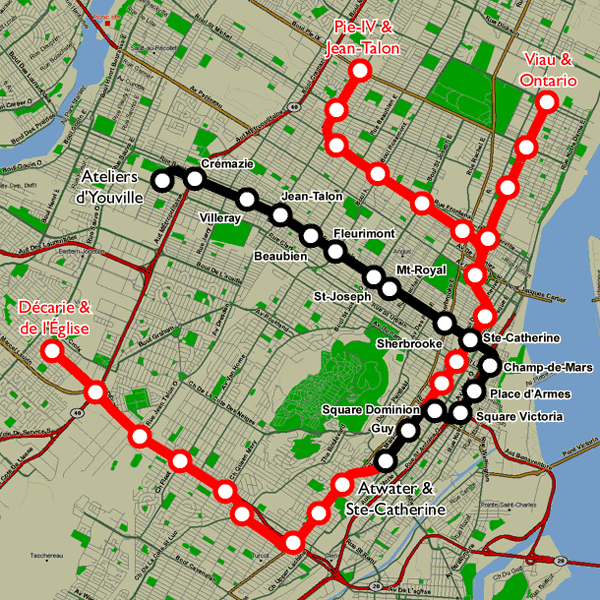
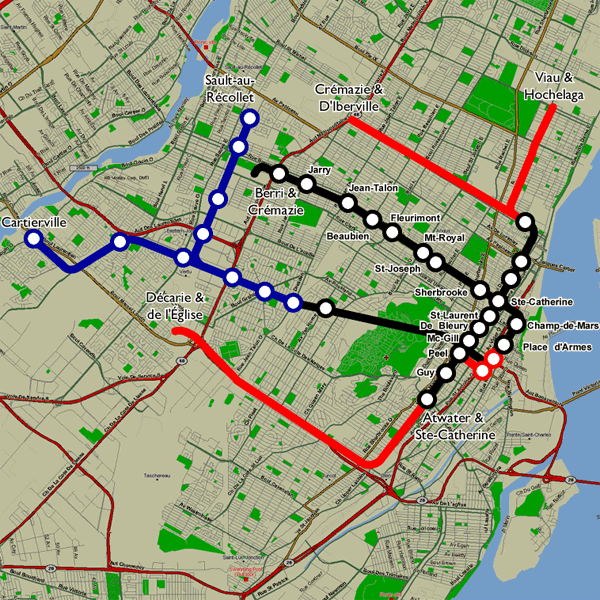